# Universidade de Huelva
A Universidade de Huelva (em castelhano: Universidad de Huelva) é uma instituição de ensino superior pública situada em Huelva, na Espanha. Fundada em 1 de julho de 1993, conta com mais de 11.251 alunos. Sua atual reitora é María Antonia Peña.